# Istituto per la sintesi organica e la fotoreattività
L'Istituto per la Sintesi Organica e la Fotoreattività (ISOF) è un istituto del Consiglio Nazionale delle Ricerche che svolge attività di ricerca, trasferimento tecnologico e formazione nei seguenti settori:
- sintesi di nuovi prodotti e sviluppo di metodologie innovative nella sintesi organica
- studio di sistemi molecolari complessi, materiali e processi bioorganici
- caratterizzazione spettroscopica di specie instabili (radicali, stati eccitati, intermedi di reazione) create mediante eccitazione con fotoni o elettroni accelerati
- studi e tecnologie riguardanti le interazioni tra radiazioni ionizzanti e materia.

La direzione dell'Istituto è presso l'Area della Ricerca di Bologna.